# Piedalbona
Piedalbona (in croato Podlabin; denominazione ufficiale dal 1942 al 1943 Pozzo Littorio d'Arsia) è una località istriana in Croazia, parte del centro di Albona. Sorge ai piedi del colle della città vecchia d'Albona, sul lato settentrionale, e in quanto città moderna e più funzionale, concentra ormai buona parte delle attività commerciali ed industriali albonesi.

## Storia
Borgata mineraria di fondazione edificata per i minatori delle vicine miniere di carbone, è stata progettata dall'architetto pesarese Eugenio Montuori (Pesaro 1907-Roma 1982), progettista anche del piano di espansione di Carbonia in Sardegna. I primi lavori iniziarono nel 1939 e fu inaugurata con il nome di Pozzo Littorio d'Arsia il 28 ottobre 1942, per il ventennale della Marcia su Roma. Nel 1943 il nome fu modificato in Piedalbona e nel 1947 con il passaggio alla Repubblica Socialista Federativa di Jugoslavia la denominazione ufficiale fu cambiata nel croato Podlabin, inizialmente ancora affiancata dal nome italiano, poi in maniera esclusiva.

Conserva la chiesa di San Francesco d'Assisi, di forte impronta razionalista italiana dedicata dagli anni sessanta alla Madonna di Fátima, ha un caratteristico campanile staccato dalla chiesa alto 20 metri. Sulla stessa piazza centrale di Piedalbona, denominata Trg Labinski Rudara (Piazza dei Minatori Albonesi o d'Albona), si affaccia un complesso edilizio, anch'esso in stile razionalista, denominato "Casa CEVA" (1942), acronimo di due tecnici, Ceppi e Varsi, collaboratori dell'architetto Montuori. Un edificio simile, chiamato Palazzo CEVA, si trova a Carbonia nella Piazza Iglesias.